# Katastrofa lotu Olympic Airways 954
Katastrofa lotu Olympic Airways 954 wydarzyła się 8 grudnia 1969 roku w mieście Keratea w Grecji. W wyniku katastrofy samolotu Douglas DC-6 należącego do linii lotniczych Olympic Airlines, śmierć poniosło 90 osób (85 pasażerów oraz 5 członków załogi) - wszyscy na pokładzie.
Douglas DC-6 (nr. rej. SX-DAE) odbywał lot z miasta Chania na Krecie do Aten. Kapitanem samolotu był Gregorios Gregorakis. Maszyna podchodziła do lądowania w Atenach. Nad miastem panowały złe warunki atmosferyczne - obficie padał deszcz. W trakcie podchodzenia do lądowania maszyna rozbiła się o górę Mt. Pan, na wysokości około 610 metrów. Katastrofa miała miejsce nieopodal miasta Keratea. Spośród 90 osób przebywających na pokładzie, nikt nie przeżył.
Za przyczynę katastrofy uznano błąd pilota, który zboczył z właściwej ścieżki schodzenia oraz zszedł samolotem poniżej minimalnej bezpiecznej wysokości. 
Była to największa katastrofa lotnicza pod względem liczby ofiar w historii Grecji, do czasu katastrofy lotniczej pod Maratonem w sierpniu 2005 roku, w której zginęło 121 osób.